# Pterostichus serratipes
Pterostichus serratipes är en skalbaggsart som beskrevs av Maximilien de Chaudoir. Pterostichus serratipes ingår i släktet Pterostichus och familjen jordlöpare. Inga underarter finns listade i Catalogue of Life.